# Desa Kuripan (administrativ by i Indonesien, Jawa Tengah, lat -7,64, long 109,08)
Desa Kuripan är en administrativ by i Indonesien.   Den ligger i provinsen Jawa Tengah, i den västra delen av landet, 290 km sydost om huvudstaden Jakarta.